# Guttural
Guttural är en språkterm som beskriver velarer och andra konsonantljud som skapas långt bak i munhålan - mellan tungans bakdel och munhålans tak eller mellan tungroten och halsen eller strupen. Svenskan har få gutturaler. Endast ett fåtal dialektala varianter på sje-ljud skapas på detta sätt. Andra språk, exempelvis hebreiska, nederländska och arabiska, använder gutturaler flitigt.
Ordet guttural är en nybildning, gutturalis av latinets guttur som betyder 'strupe'.